# Глицерий
Флавий Глицерий (лат. Flavius Glycerius) (ок. 420 – след 480) е император на Западната Римска империя от 3 март 473 до юни 474 година.
След смъртта на Олибрий в края на 472 г., тронът на Западната империя остава празен за повече от 4 месеца. Тогава синът на бургундския крал Гундиох († 473), Гундобад – племенник на починалия Рицимер и наследник на неговата титла Magister militum (главнокомандващ на войските) издига за император в Равена своето протеже, комит (comes domesticorum) Глицерий, (на 3 март 473 до пролетта на 474 г.), човек с неясен произход и потекло, служил под командването на Рицимер. Скоро след това Гундобад се изтегля с армията си от Италия на север, за да поеме властта в Бургундия.
През 473 г. вестготите се обръщат против Глицерий, завладяват Марсилия и Арелат в Галия, но не успяват да навлязат в Италия. По същото време, остготите също тръгват към Италия, подтикнати от правителството на Източната империя, което не одобрява избора на Глицерий за император. Чрез преговори и подкуп, Глицерий осуетява опасността двете готски армии да се обединят срещу него.
Правителството в Константинопол, което обявява Глицерий за узурпатор, през 474 г. изпраща срещу него управителят на Далмация Юлий Непот, който също имал претенция за властта. Останал без достатъчна военна подкрепа, Глицерий се предава, и е детрониран близо до Рим, след което приема духовнически сан. Вероятно прекарва остатъка от живота си като епископ на Салона (на 8 км от дн. Сплит). Може би участва в убийството на детронирания Юлий Непот през 480 година.